# Florence Alice Lubega
Florence Alice Lubega (5 tháng 11 năm 1917), người phụ nữ đầu tiên của Vương quốc Hồi giáo tham gia Nghị viện ở Uganda độc lập vào tháng 5 năm 1962. Là nhà lập pháp nữ đầu tiên của Uganda, là thành viên của Hội đồng Lập pháp (LEGCO). Bà cũng là thành viên của Quốc hội đầu tiên ở U-crai-na, và Thứ trưởng Bộ Phát triển Cộng đồng và Lao động.

## Hoàn cảnh và giáo dục
Florence Lubega là con gái của cựu Thủ tướng Buganda Samuel Wamala và Erina Nantongo .
Bà được giáo dục tại Trường nữ Gayaza trước khi gia nhập trường Cao đẳng Sư phạm Buloba. Sau đó, bà là nữ đầu tiên được nhận vào trường Makerere College trước khi gia nhập Đại học Oxford. Sau khi hoàn thành việc học đại học năm 1946, bà trở lại giảng dạy tiếng Anh tại Đại học Makerere .

## Cuộc sống cá nhân
Florence Lubega đã kết hôn với Saulo Lubega, một giáo viên cũ tại Mityana SS . Florence Lubega đã sống lâu hơn các con của mình và bà có hai anh em; Wamala Steven Ssempasa, sống ở Vương quốc Anh và Paul Musoke Wamala, một nhà điều hành du lịch trước đây hiện đang sống ở Luzira, ngoại ô Kampala.